# Liste de ponts du Monténégro
Cet article a pour objet de présenter une liste de ponts remarquables du Monténégro, tant par leurs caractéristiques dimensionnelles, que par leur intérêt architectural ou historique.

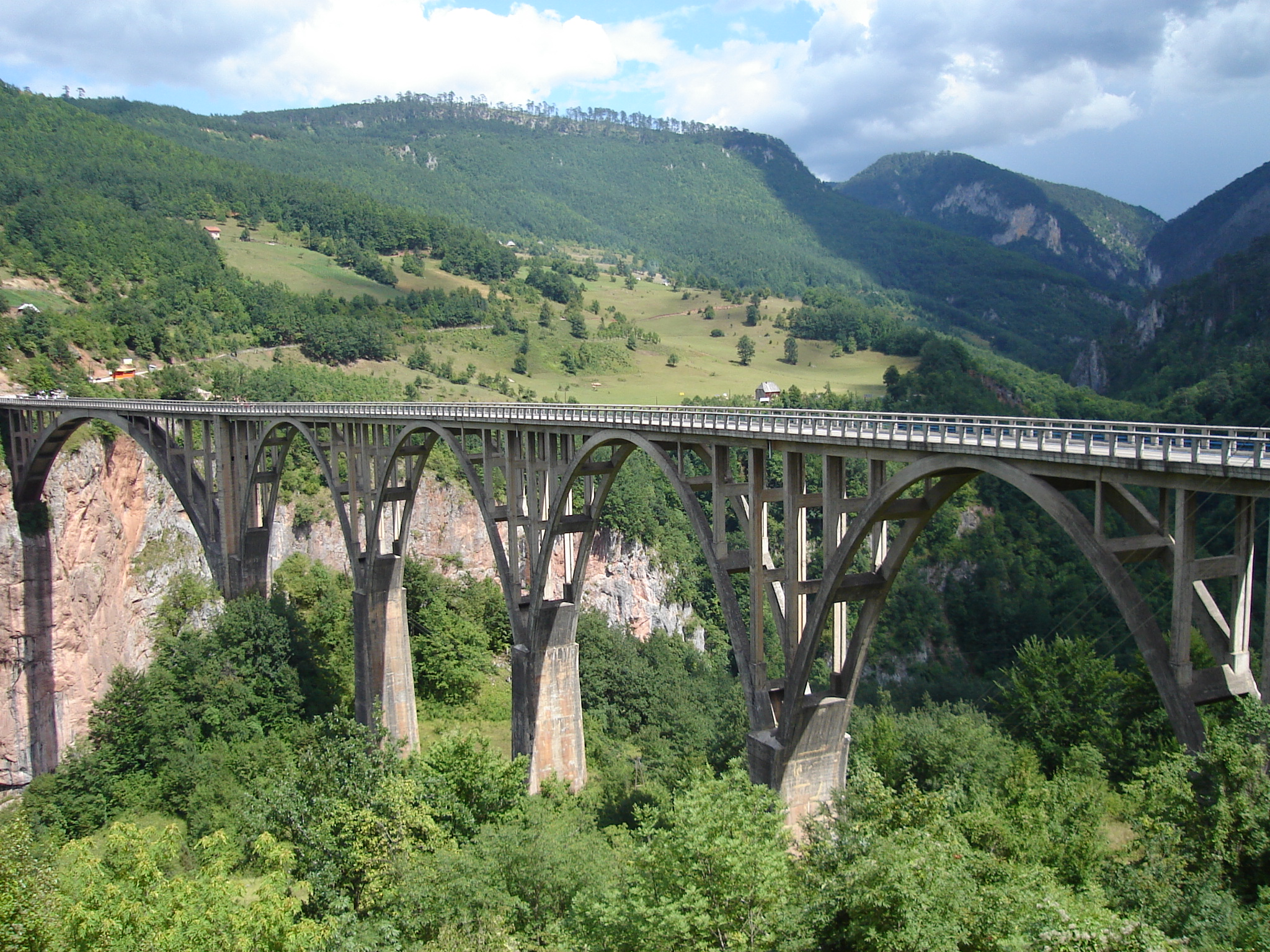
Le pont de Đurđevića Tara

La catégorie lien donne la classification de l'ouvrage parmi ceux présentés et propose un lien vers la fiche technique du pont sur le site Structurae, base de données et galerie internationale d'ouvrages d'art. La liste peut être triée selon les différentes entrées du tableau pour voir ainsi les ponts en arc ou les ouvrages les plus récents par exemple.
Les colonnes portée et longueur, exprimées en mètres indiquent respectivement la distance entre les pylônes de la travée principale et la longueur totale de l'ouvrage, viaducs d'accès compris.

## Ponts présentant un intérêt historique ou architectural
|  |   | Nom                       | Monténégrin | Distinction                  | Long. | Type                 | Voie portée Voie franchie | Date         | Localisation                                     | Municipalité | Ref.  |
|  | - | ------------------------- | ----------- | ---------------------------- | ----- | -------------------- | ------------------------- | ------------ | ------------------------------------------------ | ------------ | ----- |
|  | 1 | Pont d'Adži-paša          |             |                              |       | Maçonnerie 2 arches  | Ribnica                   |              | Podgorica 42° 26′ 22,1″ N, 19° 15′ 31,8″ E       | Podgorica    |       |
|  | 2 | Aqueduc de Bar            |             | Unique aqueduc du Monténégro |       | Maçonnerie 17 arches | Aqueduc                   | XVIIe siècle | Stari Bar 42° 05′ 39,3″ N, 19° 08′ 10,1″ E       | Bar          | [ 1 ] |
|  | 3 | Pont de Rijeka Crnojevića |             |                              | 43    | Maçonnerie 2 arches  | Crnojević River           | 1853         | Rijeka Crnojevića 42° 21′ 21″ N, 19° 01′ 27,9″ E | Cetinje      |       |
|  | 4 | Pont du Tsar              | Царев мост  |                              | 269   | Maçonnerie 18 arches | Zeta                      | 1894         | Nikšić 42° 43′ 49,9″ N, 18° 57′ 37,2″ E          | Nikšić       |       |

## Grands ponts
Ce tableau présente les ouvrages ayant des portées supérieures à 100 m (liste non exhaustive).
|  |   | Nom                      | Monténégrin            | Portée | Long. | Type                                                    | Voie portée Voie franchie                  | Date | Localisation                                         | Municipalité        | Ref.  |
|  | - | ------------------------ | ---------------------- | ------ | ----- | ------------------------------------------------------- | ------------------------------------------ | ---- | ---------------------------------------------------- | ------------------- | ----- |
|  | 1 | Pont de Verige en projet | Мост Вериге            | 450    | 981   | Haubané Tablier caisson béton, pylônes béton            | Adriatic Highway Bouches de Kotor          |      | Herceg Novi - Tivat 42° 28′ 40,1″ N, 18° 41′ 17,5″ E | Herceg Novi - Tivat | [ 2 ] |
|  | 2 | Viaduc de Mala-Rijeka    | Мост изнад Мале Ријеке | 151    | 499   | Treillis Acier 81+93+150+93+81                          | Ligne ferroviaire Belgrade-Bar Mala Rijeka | 1973 | Podgorica 42° 33′ 11,1″ N, 19° 23′ 14,5″ E           | Podgorica           |       |
|  | 3 | Pont du Millenium        | Мост Миленијум         | 140    | 173   | Haubané Monopylône, tablier caisson béton, pylône béton | Morača                                     | 2005 | Podgorica 42° 26′ 42,8″ N, 19° 15′ 29,7″ E           | Podgorica           |       |
|  | 4 | Pont de Đurđevića Tara   |                        | 116    | 775   | Arc Béton, tablier porté                                | Tara                                       | 1941 | Žabljak 43° 09′ 01,6″ N, 19° 17′ 43,1″ E             | Žabljak             |       |
|  | 5 | Pont sur la Piva         |                        |        |       | Poutre-caisson Béton précontraint                       | Route européenne 762 Piva                  |      | Mratinje 43° 17′ 39,5″ N, 18° 51′ 10,6″ E            | Plužine             |       |
|  | 6 | Passerelle de Moscou     | Московски мост         |        | 105   | Arc Acier, tablier porté                                | Passerelle Morača                          | 2008 | Podgorica 42° 26′ 39″ N, 19° 15′ 28,4″ E             | Podgorica           |       |
|  | 7 | Pont de Slijepac         |                        |        |       | Treillis Acier                                          | Ligne ferroviaire Belgrade-Bar             |      | Bijelo Polje 42° 59′ 32,6″ N, 19° 40′ 32,6″ E        | Bijelo Polje        |       |